# Peter Öberg
Peter Öberg (17 aprile 1980) è un orientista svedese.
Peter Öberg nel 2000 ai mondiali junior conquistò l'argento nella staffetta a Nové Město na Moravě per la Svezia.
Vinse la staffetta ai campionati europei senior a Otepää nel 2006 con i frazionisti Niclas Jonasson and David Andersson.
Ai mondiali del 2007 a Kiev vinse l'argento sempre per la Svezia con David Andersson and Emil Wingstedt.
Nel 2009 si classificò terzo nella Coppa del Mondo.